# Der Tag, der nicht stirbt
Der Tag, der nicht stirbt (Originaltitel: Deň, ktorý neumrie) ist ein tschechoslowakischer Kriegsfilm aus dem Jahr 1975. Kinostart in der DDR war der 12. September 1975. In der Bundesrepublik Deutschland wurde der Film auf VHS mit dem Alternativtitel Der Panzerzug veröffentlicht.

## Handlung
Die Slowakei 1944, der 1939 von der Tschechoslowakei abgespaltene Satellitenstaat und Verbündete des nationalsozialistischen Deutschen Reiches wird von der Roten Armee bedroht. Gemeinsam mit Wehrmacht und Waffen-SS kämpfen die slowakischen Soldaten, unter ihnen auch der junge Soldat Matous, gegen die herannahenden Sowjets. Als die Lage aussichtslos wird, erhebt sich im August 1944 der Slowakische Nationalaufstand: Die einst verbündeten Slowaken gründen Partisanengruppierungen und setzen sich gegen die Deutschen zur Wehr. Daraufhin lässt die Waffen-SS das Land besetzen, ein blutiger Krieg mit hohen Verlusten auf beiden Seiten beginnt.
Das ganze Land ist vor der Waffen-SS, die nur Chaos und Zerstörung hinterlässt, auf der Flucht. Viele Partisanen und auch Zivilisten fliehen in die unwegsamen Berge. Die Partisanen haben jedoch noch einen Trumpf in ihrer Hand: einen selbstgebauten Panzerzug, der den deutschen Truppen arg zu schaffen macht. Auf diesem Zug befinden sich auch Matous und einige seiner Freunde, denen es gelungen ist, den SS-Obersturmführer der Waffen-SS Ritter zu entführen. Gegen die zahlreichen deutschen Panzer kann der Zug jedoch nicht bestehen, der Kessel wird von einem Panzer getroffen und der Zug muss anhalten. Damit ist die Besatzung schutzlos, Ritter kann fliehen und der Großteil der Kämpfer kann sich größtenteils verletzt in die Berge zurückziehen.
Als Ritter und die Waffen-SS ihren Unterschlupf entdecken, soll Matous das Versteck der Partisanen preisgeben, andernfalls sollen die Zivilisten, die seine Gruppe versteckt hatten, exekutiert werden. Matous willigt schweren Herzens ein, führt die Deutschen jedoch nicht zum Versteck der Partisanen, sondern in ein verschneites Minenfeld. Matous, der die Gruppe schon tief ins Minenfeld geführt hat, tritt als erster auf eine Mine und stirbt. Die Deutschen bekommen Panik und weitere Minen explodieren. Die Partisanen, die alles beobachtet haben, eröffnen daraufhin das Feuer. SS-Obersturmführer Ritter und alle weiteren Waffen-SS-Soldaten werden getötet.

## Hintergrund
Produziert wurde der Film von dem Studio Hraných Filmov in Bratislava.
Veröffentlicht wurde der Film in der Bundesrepublik mit dem reißerischen Titel Der Panzerzug als VHS (von Magic Video und Pront Video) und 2013 als DVD (von Starlight Film).

## Kritiken
„Ein pathetisch-patriotisches Heldenlied, formal wenig überzeugend.“